# Hendrik de Grijs
Hendrik de Grijs (Groningen, 1866 - Almelo, 1933) was een Nederlands kunstschilder en aquarellist.
Hendrik werd in 1866 geboren in Groningen en volgde zijn opleiding aan de Koninklijke Academie voor Beeldende Kunsten in Den Haag. Hij woonde en werkte in diverse plaatsen als Oirschot, Hilversum, Leeuwarden, Den Haag, Amsterdam en tot zijn dood in 1933 in Almelo.
- Biografisch Portaal: 30669848
- RKD-Nederlands Instituut voor Kunstgeschiedenis: 33848
- Union List of Artist Names: 500633932